# 韓国鉄道ムグンファ号形客車
韓国鉄道ムグンファ号形客車は、韓国鉄道のムグンファ号専用客車。10000番台客車、11000番台客車、12000番台客車、13000番台客車、リミット車がある。